# Sister (filme de 2018)
Sister é um curta-metragem de animação de 2018 dirigido por Siqi Song, que retrata a política de controle de natalidade da China durante a década de 1990. Como reconhecimento, foi indicado ao Oscar 2020 na categoria de Melhor Curta-metragem de Animação.